# Maria da Conceição Tavares

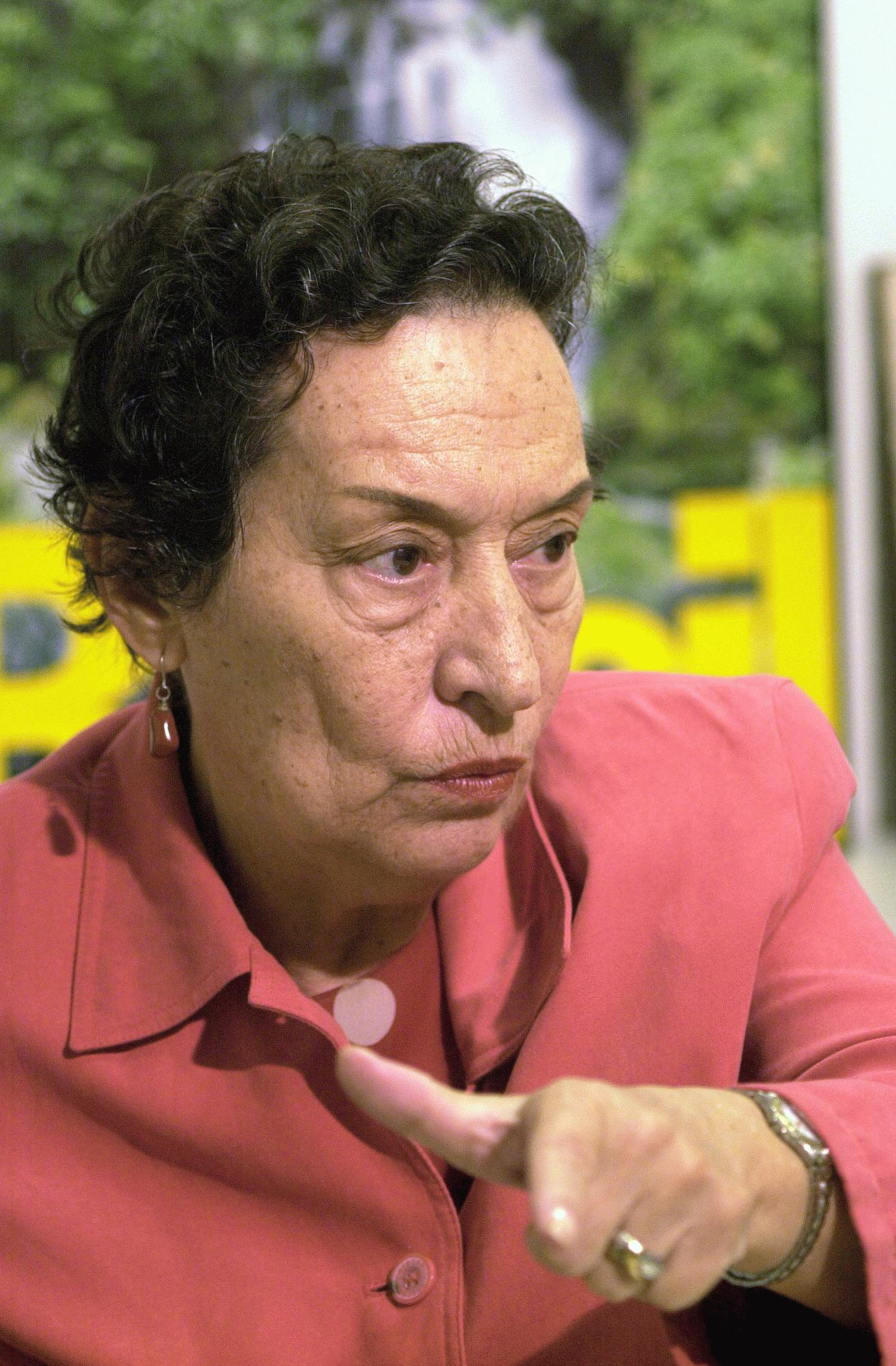
Maria da Conceição Tavares, 2004

Maria da Conceição de Almeida Tavares (* 24. April 1930 in Anadia, Portugal; † 8. Juni 2024 in Nova Friburgo, Brasilien) war eine portugiesisch-brasilianische Wirtschaftsmathematikerin, Politikerin und Hochschullehrerin. Sie war Professorin an der Universidade Estadual de Campinas (Unicamp) und emeritierte Professorin an der Universidade Federal do Rio de Janeiro (UFRJ). Sie war von 1995 bis 1999 Mitglied der Abgeordnetenkammer für den Partido dos Trabalhadores.

## Leben und Werk
Tavares war die Tochter von Fausto Rodrigues Tavares und Maria Augusta de Almeida Caiado Tavares. Nachdem sie ein Ingenieurstudium an der Universität Lissabon begonnen hatte, studierte sie Mathematik mit einem Abschluss im Jahr 1953. Im Februar 1954 zog sie mit ihrem ersten Ehemann, dem Ingenieur Pedro José Serra Soares, nach Brasilien und lebte dort in Rio de Janeiro. 1955 begann sie als Statistikerin am Instituto Nacional de Colonização e Reforma Agrária zu arbeiten. 
1957 nahm sie die brasilianische Staatsbürgerschaft an und begann an der Universität von Brasilien, der heutigen Bundesuniversität von Rio de Janeiro (UFRJ) ein Wirtschaftsstudium. Im folgenden Jahr wurde sie mathematische Analystin bei der Brasilianischen Entwicklungsbank (BNDES) und arbeitete dort bis 1960.
Als Assistentin von Otávio Gouveia de Bulhões schloss sie 1960 ihr Wirtschaftsstudium ab und belegte im selben Jahr einen Schulungskurs zu wirtschaftlichen Entwicklungsproblemen, der von dem Büro der Wirtschaftskommission für Wirtschaft in Rio de Janeiro angeboten wurde. Als erste Teilnehmerin des CEPAL-Kurses wurde sie 1961 eingeladen, als Wirtschaftswissenschaftlerin an der Institution zu arbeiten. Im selben Jahr begann sie an der Universidade Federal do Rio de Janeiro zu unterrichten.
1965 und 1967 war sie Gastprofessorin an der Fundação Getulio Vargas, der ältesten Wirtschaftshochschule von Brasilien. Nach ihrem Abschluss an der CEPAL reiste sie nach Frankreich, wo sie von Oktober 1971 bis Mai 1972 ein Aufbaustudium an der Université Paris 1 Panthéon-Sorbonne abschloss. Aufgrund der Verschlechterung der politisch-wirtschaftlichen Lage Chiles und des Mangels an qualifiziertem Personal für die sozialistische Regierung von Salvador Allende unterbrach sie den Kurs und kehrte im Juli 1972 auf Einladung des Wirtschaftsministers nach Santiago de Chile zurück.
Im März 1973 kehrte sie nach Brasilien zurück und nahm ihre Arbeit bei CEPAL wieder auf, wo sie bis 1974 blieb. Ende 1973 war sie Gastprofessorin an der Nationalen Autonomen Universität von Mexiko und 1974 am Centro de Investigación y Docencia Económica.
Nach ihrer Rückkehr nach Brasilien im November 1974 wurde sie am internationalen Flughafen von Rio de Janeiro festgenommen. Sie wurde einige Tage inhaftiert und auf Druck von Regierungsmitgliedern, darunter der damalige Minister Mario Henrique Simonsen, freigelassen.
Von 1975 bis 1979 war sie als Wirtschaftsberaterin für den Financier of Studies and Projects (Finep) tätig. Gleichzeitig unterrichtete sie an der UFRJ. 1975 erlangte sie mit der 1986 veröffentlichten Dissertation den Titel einer Doktorin und Professorin an der UFRJ. 1978 wurde sie Professorin für Makroökonomie an der UFRJ und erhielt als Nachfolgerin von Otávio Gouveia de Bulhões seinen Lehrstuhl.

## Wirken in der Politik

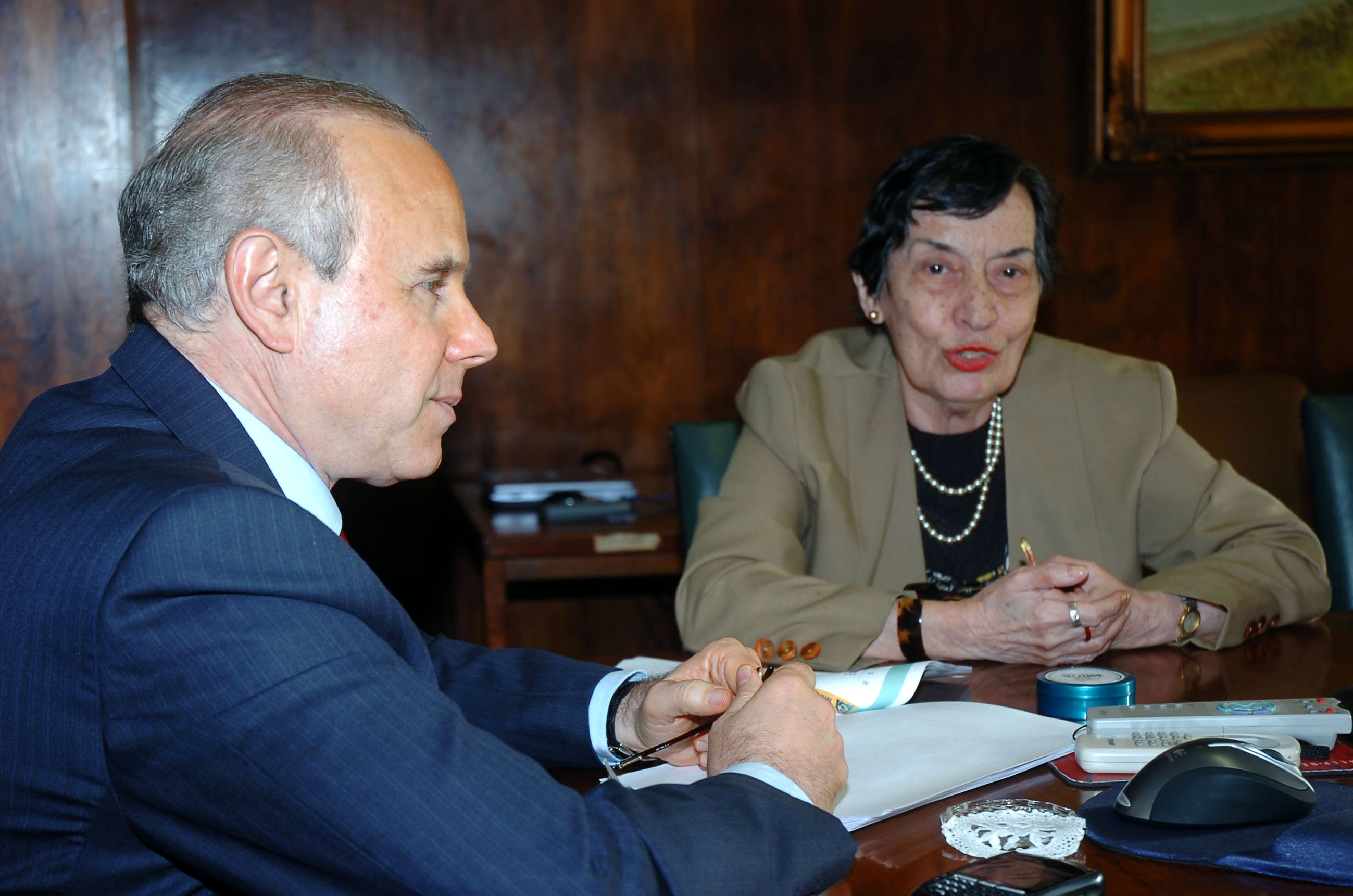
Der Finanzminister Guido Mantega empfängt die Wirtschaftswissenschaftlerin Maria da Conceição Tavares im Ministerium, 2007

Als Tavares nach Brasilien zurückkehrte, schloss sie sich der Brasilianischen Demokratischen Bewegung an, der Vorgängerin der Brasilianischen Partei der Demokratischen Bewegung (PMDB). 1994 wurde sie zur Parlamentsabgeordneten gewählt. Nach dem Ende ihrer Amtszeit 1999 wurde sie Referentin für wirtschaftliche Angelegenheiten der Partei.
Tavares bildete über 60 Jahre lang brasilianische Ökonomen und politische Führungspersönlichkeiten aus, darunter die ehemalige Präsidentin Brasiliens Dilma Rousseff, José Serra, der mehrere Ministerposten in der brasilianischen Regierung innehatte und Gouverneur des Bundesstaates São Paulo war, den Wirtschaftsprofessor Carlos Lessa und den ehemaligen Präsidenten der brasilianischen Entwicklungsbank, Luciano Coutinho. Tavares nahm an mehreren Ausgaben des Weltsozialforums teil, einer Versammlung, die organisiert wurde, um eine alternative Sichtweise zum bekannteren Weltwirtschaftsforum zu bieten. Tavares war eine Verfechterin des Konzepts eines universellen Grundeinkommens.
2011 überreichte ihr die damalige Präsidentin Dilma Rousseff den Admiral Álvaro Alberto-Preis für Wissenschaft und Technologie. 2018 erschien unter der Regie von José Mariani ein 75-minütiger Dokumentarfilm über ihr Leben.
Tavares schrieb mehrere Artikel und Bücher über die Analyse der brasilianischen Wirtschaft und deren Veränderungen.
Tavares starb 2024 im Alter von 94 Jahren in Nova Friburgo in der Bergregion von Rio de Janeiro.

## Auszeichnungen und Ehrungen
- 1986: Rio-Branco-Orden
- 1986: Medalha da Inconfidência
- 1987: Orden für Verdienst (Portugal)Portugal[7]
- 1998: Prêmio Jabuti
- 1998: Großoffizier des Ordens von Bernardo O’Higgins, Republik Chile
- 2012: Almirante Álvaro Alberto Award[8]

## Veröffentlichungen (Auswahl)
- Poder E Dinheiro. Uma Economia Politica Da Globalização. Vozes, 1997, ISBN 978-8-5326-1893-1.
- Destruição Não Criadora – Coleção Pensando Na Crise. Record, 1999, ISBN 978-8-5010-5538-5.